# Кристенсен, Мадс (велогонщик)
Мадс Кристенсен (дат. Mads Christensen; род. 6 апреля 1984, в Ольборге, Дания) — датский профессиональный шоссейный велогонщик, начинавший карьеру в трековом велоспорте.

## Достижения

### Трек
2000
1-й  Чемпион Дании — Индивидуальная гонка преследования (юниоры)
1-й  Чемпион Дании — Командная гонка преследования (юниоры)
1-й  Чемпион Дании — Гит на 1 км (юниоры)
2001
1-й  Чемпион Дании — Мэдисон
1-й  Чемпион Дании — Индивидуальная гонка преследования
1-й  Чемпион Дании — Командная гонка преследования
1-й  Чемпион Дании — Индивидуальная гонка преследования (юниоры)
1-й  Чемпион Дании — Командная гонка преследования (юниоры)

### Шоссе
1999
2-й Европейский юношеский Олимпийский фестиваль — Групповая гонка
2000
1-й  Чемпион Дании — Индивидуальная гонка (юниоры)
2002
1-й — Этап 4 Гран-при Рублиланда (юниоры)
3-й Чемпионат Дании — Индивидуальная гонка (юниоры)
3-й Чемпионат Дании — Групповая гонка (юниоры)
2003
1-й  Чемпион Дании — Групповая гонка U23
2-й Чемпионат Дании — Индивидуальная гонка U23
5-й — Тур Олимпии — Генеральная классификация
2004
1-й  Чемпион Дании — Индивидуальная гонка U23
2-й — Льеж — Бастонь — Льеж U23
3-й  Чемпионат мира — Групповая гонка U23
6-й — Гран-при Рингерике — Генеральная классификация
1-й — Этап 1
2009
2-й — Rás Tailteann — Генеральная классификация
2-й — Чемпионат Дании — Командная гонка с раздельным стартом
9-й — Rhône-Alpes Isère Tour — Генеральная классификация
2010
2-й — Флеш дю Сюд — Генеральная классификация
1-й — Этап 2
2011
3-й Чемпионат Дании — Индивидуальная гонка
2012
1-й  Тур Страны Басков — Горная классификация
6-й — Tour de l'Ain — Генеральная классификация
7-й Классика Сан-Себастьяна
2013
3-й — Circuit de la Sarthe — Генеральная классификация

## Статистика выступлений

### Гранд-туры
| Гранд-тур       | 2005 | 2006 | 2007 | 2008 | 2009 | 2010 | 2011 | 2012 | 2013 |
| --------------- | ---- | ---- | ---- | ---- | ---- | ---- | ---- | ---- | ---- |
| Джиро д’Италия  | 142  | —    | —    | —    | —    | —    | —    | НФ   | 126  |
| Тур де Франс    | —    | —    | —    | —    | —    | —    | —    | —    | —    |
| Вуэльта Испании | —    | —    | —    | —    | —    | —    | 160  | —    | —    |

| —  | Не участвовал  |
| НФ | Не финишировал |